# Nowa Wieś (Mysłaków)
Nowa Wieś  – część wsi Mysłaków w Polsce położona w województwie łódzkim, w powiecie łowickim, w gminie Nieborów.
W latach 1975–1998 Nowa Wieś  administracyjnie należała do województwa skierniewickiego.